# 线体

幼线体

线体，或幼线体、細線體，是黑体的一种变体。在非正式印刷品中较为常用。

## 特點
线体将黑體的所有笔划都替换成等粗的细线。

### 优点
其笔划细腻，便于辨认和阅读，版面也顯得簡潔；

### 缺点
然而结构不饱满，笔划之间联系较为松散。